# جورج بيركنز ميريل
جورج بيركنز ميريل (بالإنجليزية: George P. Merrill)‏ هو عالم معادن ‏ وجيولوجي أمريكي، ولد في 31 مايو 1854 في مين في الولايات المتحدة، وتوفي في 15 أغسطس 1929 في أوبورن في الولايات المتحدة.